# Dachówka karpiówka

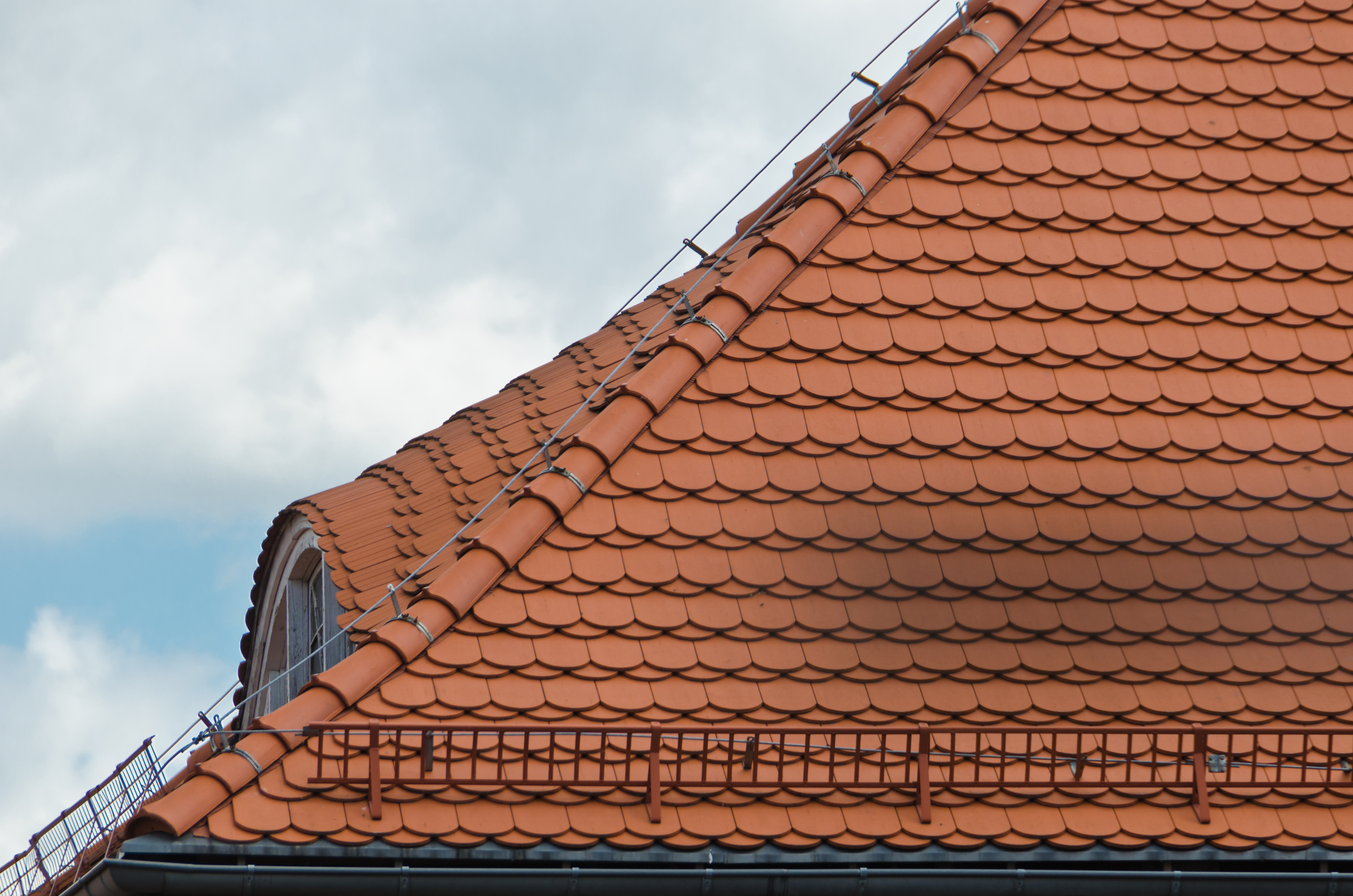
Dach kryty karpiówką ułożoną w koronkę

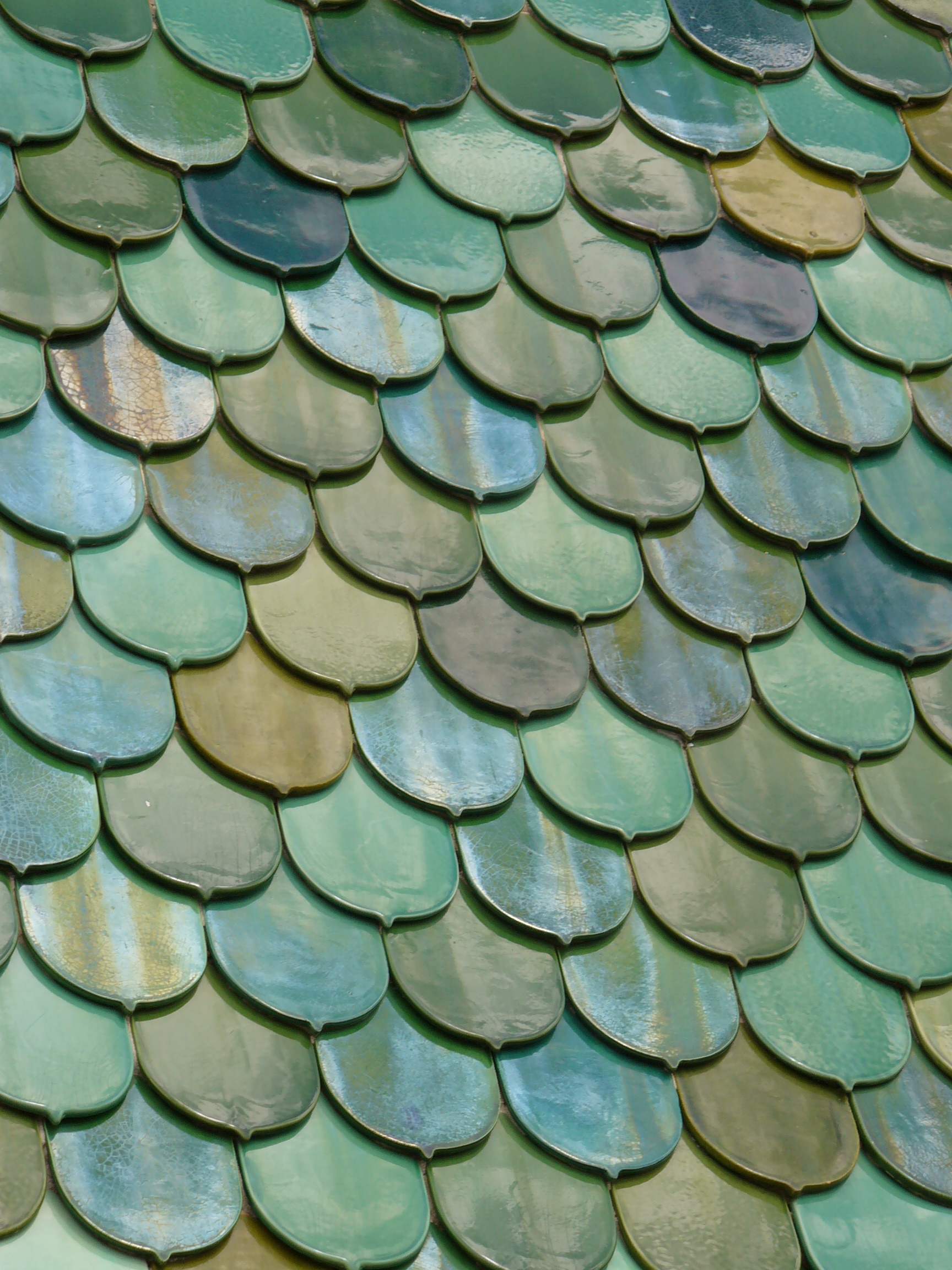
Dachówka karpiówka ułożona podwójnie w łuskę

Dachówka karpiówka (karpiówka) – ceramiczna lub cementowa dachówka płaska, na jej dolnej stronie znajduje się występ (tzw. nosek) do zawieszania jej na łacie. Nazwa karpiówka wynika z podobieństwa ułożonego pokrycia do łuski karpia.
Dachówka ceramiczna jest obecnie produkowana w technologii dachówki ciągnionej.
Karpiówkę układa się:
- pojedynczo – tzn. na każdej łacie układany jest tylko jeden rząd dachówek zachodzący na rząd z poprzedniej łaty na ok. 1/3 długości dachówki. Takie pokrycie wolno stosować tylko dla podrzędnych budynków i na dachach o znacznym pochyleniu.
- podwójnie:
  - w koronkę – na każdej łacie układa się dwa rzędy dachówek, dachówki w rzędach są przesunięte o połowę szerokości dachówki, rzędy z kolejnych łat zachodzą na siebie na 1/4 – 1/3 długości dachówki,
  - w łuskę – na każdej łacie układa się jeden rząd dachówek (tylko łaty przy okapie i kalenicy mają zawieszone po dwa rzędy), dachówki zachodzą na rząd niższy na co najmniej 1/2 długości dachówki.

Układanie dachówek na łuskę wymaga przybicia 2 razy więcej łat niż w koronkę.